# روث جولدبلوم
روث جولدبلوم (بالإنجليزية: Ruth Goldbloom)‏‏ (5 ديسمبر 1923 - 29 أغسطس 2012 ) أكاديمية من كندا.

## التعليم
تعلمت روث جولدبلوم في:
- جامعة مكغيل

## الجوائز
حصلت روث جولدبلوم على الجوائز الآتية:
- ضابط وسام كندا